# Hrabstwo Rockingham (Karolina Północna)
Hrabstwo Rockingham (ang. Rockingham County) – hrabstwo w stanie Karolina Północna w Stanach Zjednoczonych.

## Geografia
Według spisu z 2000 roku obszar całkowity hrabstwa obejmuje powierzchnię 572 mil2 (1481,47 km²), z czego 566 mil2 (1465,93 km²) stanowią lądy, a 6 mil2 (15,54 km²) stanowią wody. Według szacunków United States Census Bureau w roku 2012 miało 92 720 mieszkańców. Jego siedzibą administracyjną jest Wentworth.

### Miasta
- Eden
- Madison
- Mayodan
- Reidsville
- Stoneville
- Wentworth